# La Boussac
 La Boussac  es una población y comuna francesa, situada en la región de Bretaña, departamento de Ille y Vilaine, en el distrito de Saint-Malo y cantón de Pleine-Fougères.

## Demografía
| 2 480 | 2 413 | 2 453 | 2 721 | 2 801 | 2 705 | 2 903 | 2 900 | 3 000 | 3 029 | 3 144 | 3 111 | 3 065 | 2 996 | 3 113 | 2 110 | 2 118 | 2 076 | 1 932 | 1 868 | 1 571 | 1 616 | 1 551 | 1 586 | 1 450 | 1 351 | 1 275 | 1 152 | 964 | 937 | 909 | 973 | 1 127 |
| Para los censos de 1962 a 1999 la población legal corresponde a la población sin duplicidades (Fuente: INSEE [Consultar]) |       |       |       |       |       |       |       |       |       |       |       |       |       |       |       |       |       |       |       |       |       |       |       |       |       |       |       |     |     |     |     |       |

## Lugares de interés
- Priorato de Bregain, clasificado Monumento histórico en 1926, actualmente de propiedad privada